# Meunasah Krueng (Beutong)
Meunasah Krueng is een bestuurslaag in het regentschap Nagan Raya van de provincie Atjeh, Indonesië. Meunasah Krueng telt 565 inwoners (volkstelling 2010).